# 计算机欺诈和滥用法
计算机欺诈和滥用法（Computer Fraud and Abuse Act， CFAA ) 是一项美国计算机安全法案，于1986年颁布。该法律禁止未经授权下隨意查看计算机上的內容。该法案後來經過多次修订。2022年5月19日，美國司法部宣布修改此政策，將不會依據美國電腦犯罪相關法令控告出於以善意測試、調查和或糾正安全漏洞或漏洞的目的訪問計算機的研究人士。但倡導者之一的電子前哨基金會認為此修正尚未提出具體、詳細的規定，或可能導致更多不在範圍內的行為遭到司法控訴，且法案可以被隨時撤銷。